# Palanga Airport
Palanga Airport (litauisk: Palangos oro uostas) (IATA: PLQ, ICAO: EYPA) er en international lufthavn beliggende i den vestlige del af Litauen i nærheden af Østersøen. Lufthavnen betjener ruter der beflyves med Boeing 737, Saab 2000, Saab 340, CRJ-200, Jetstream-32, ATR 42, Yak-42 og lignende fly. Siden 1993 er antallet af passagerer, der benytter lufthavnen, hvert år vokset. Fra 2001 hvor passagertallet var 45.660 er passagertallet vokset med 150% til 102.528 i 2010.
I dag er Palanga International Airport passagermæssigt den tredje største lufthavn i Litauen efter Vilnius International Airport og Kaunas International Airport. Over to hundrede mennesker er ansat i lufthavnen.

## Flyselskaber og destinationer
| Flyselskaber                                  | Destinationer                                                                                 |
| --------------------------------------------- | --------------------------------------------------------------------------------------------- |
| airBaltic                                     | Riga                                                                                          |
| Air Lituanica fløjet af Small Planet Airlines | Sæsonflyvning: Dublin (starter 20. december 2013), London-Gatwick (starter 20. december 2013) |
| Norwegian Air Shuttle                         | Oslo Lufthavn, Gardermoen                                                                     |
| RusLine                                       | Sæsonflyvning: Moskva-Domodedovo                                                              |
| Scandinavian Airlines                         | Københavns Lufthavn, Kastrup                                                                  |

## Statistik
| År   | Total antal passagerer |
| ---- | ---------------------- |
| 2001 | 45.660                 |
| 2002 | 45.971                 |
| 2003 | 46.666                 |
| 2004 | 76.020                 |
| 2005 | 94.000                 |
| 2006 | 110.828                |
| 2007 | 93.379                 |
| 2008 | 101.586                |
| 2009 | 104.600                |
| 2010 | 102.528                |
| 2011 | 111 133                |
| 2012 | 128 169                |

Baltikums travleste lufthavne efter passagerer
| Land    | Lufthavn         | 2012      | 2011      | 2010      | 2009      | 2008      | 2007      | 2006      | 2005      | 2004      | 2003    | 2002    | 2001    |
| ------- | ---------------- | --------- | --------- | --------- | --------- | --------- | --------- | --------- | --------- | --------- | ------- | ------- | ------- |
| Letland | Riga Airport     | 4.767.764 | 5.106.692 | 4.663.647 | 4.066.854 | 3.690.549 | 3.160.945 | 2.495.020 | 1.878.035 | 1.060.426 | 711.753 | 633.322 | 622.647 |
| Litauen | Vilnius Airport  | 2.208.096 | 1.712.467 | 1.373.859 | 1.308.632 | 2.048.439 | 1.717.222 | 1.451.468 | 1.281.872 | 964.164   | 719.850 | 634.991 | 584.171 |
| Estland | Tallinn Lufthavn | 2.206.791 | 1.913.172 | 1.384.831 | 1.346.236 | 1.811.536 | 1.728.430 | 1.541.832 | 1.401.059 | 997.941   | 715.859 | 605.697 | 573.493 |
| Litauen | Kaunas Airport   | 830.268   | 872.618   | 809.732   | 456.698   | 410.165   | 390.881   | 248.228   | 77.350    | 27.113    | 21.732  | 19.891  | 20.137  |
| Litauen | Palanga Airport  | 128.169   | 111.133   | 102.528   | 104.600   | 101.586   | 93.379    | 110.828   | 94.000    | 76.020    | 46.666  | 45.971  | 45.660  |